# Mikołaj Radomski
Mikołaj Radomski, ook Nikolaus Radomski of Mikołaj z Radomia (Radom, omstreeks 1400 – na 1450) was een Pools componist uit de Middeleeuwen.

## Leven
Over deze tijdgenoot van componisten als Pycard of Grenon is weinig meer bekend dan dat hij als instrumentalist aan het hof van Władysław Jagiełło te Krakau werkte en polyfone muziek schreef. Hij staat bekend vanwege de uitdrukking die hij aan religieuze bespiegeling wist te geven. Zijn bewaarde muziekstukken zijn in twee van de meest omvangrijke muziekhandschriften uit de jaren 1430 overgeleverd. Mogelijk was Radomia een lid van de hofkapel; documenten die met het hof verband houden, vermelden een zekere "Nicolaus clavicymbalista dominae Reginae Poloniae". Een van zijn bewaarde werken verwijst naar de geboorte van prins Kazimierz in 1426, hetgeen het vermoeden sterkt dat hij met het koninklijke hof in Krakau was verbonden.

## Werk
Radomia’s oeuvre, te situeren tussen Johannes Ciconia en Guillaume Dufay, getuigt ervan dat Polen openstond voor de ontwikkelingen van dat ogenblik in het westen van Europa. In de twee muziekhandschriften waarin het werk van Radomia is bewaard, zijn ook werken opgenomen van Ciconia, Antonius de Civitate en Zacharias. Dicht bij de stijl van Dufay staat Radomia’s Magnificat. Slechts tien driestemmige werken werden overgeleverd. Die hebben in eerste instantie betrekking op de liturgie: drie zettingen van als paar geconcipieerde misdelen Gloria en Credo, een Magnificat, een motet, "de Hystorigraphi aciem mentis", en een vermoedelijk wereldlijke maar tekstloos overgeleverde ballade.
Radomia’s "misparen" zijn opgebouwd volgens dezelfde principes als die van Ciconia. Elk paar van twee misdelen heeft basismotieven, analoge zettingen en contrapuntische schema’s gemeen. Zowel het Gloria als het Credo culmineren in een lange virtuoze coda op het woord "Amen", overeenkomstig de middeleeuwse behandeling van die vorm. Het onderscheid tussen de werken berust in de vloeiende en zeer zingbare melodische structuur en het frequente gebruik van imitatie in het eerste paar. Ciconia’s invloed is hier heel erg zichtbaar; de analogieën reiken tot en met de individuele frasen.
Het tweede misdelenpaar van Gloria en Credo is typisch Bourgondisch van zetting en karakter; een vocaal gedeelte met een zachte, lyrische en geraffineerde melodie en twee delen waarvan de instrumentale invulling kan worden afgeleid uit de afwezigheid van tekst onder de notatie.
Het derde misdelenpaar kenmerkt zich dan weer door een uitgesproken, gesyncopeerde ritmiek en een melodische structuur met middeleeuwse hoekigheid, met tal van grote intervallen, die van de zangers het uiterste vergen. Dit misdelenpaar is ook het meest virtuoze van de drie, soms tot aan de rand van het gewaagde (zoals in het "Amen"). Soms voegt de componist een vierde partij toe die een levendig discours met de discantzanger aangaat. Het misdelenpaar onderscheidt zich ook door de lang nazinderende akkoorden, die kortstondig de levendige vertelling onderbreken: achter de nadruk die op de woorden "Jesu Christe" wordt gelegd, schuilt ongetwijfeld een symbolische betekenis (een soortgelijke kunstgreep wordt ook door Guillaume de Machault en Guillaume Dufay toegepast).
Niet minder belangwekkend is Radomia's driestemmige compositie die, misschien ten gevolge van de nalatigheid van de kopiist, woorden mist; naar de vorm is het een typische Franse ballade met een eenvoudige, vloeiende melodie, duidelijk onderscheiden van de ingewikkelde en soms nogal gekartelde arabesken in de geestelijke muziek van de componist.
De tekst van het motet "Hystorigraphi aciem mentis" is een lofrede van de vicekanselier van de kroon, Stanisław Ciołek, die zich in een ver van klassiek Latijn over de geboorte van prins Kazimierz verheugt en het koninklijke koppel Władysław en zijn vrouw Zofia lof toezwaait. Het betreft vrolijke muziek, optimistisch, krachtig en eenvoudig vergeleken met Radomia’s sacrale composities.
En ten slotte is er het Magnificat, het als mooiste en meest geïnspireerde omschreven werk van Radomia, het meest moderne ook. De componist verwijst in dit werk rechtstreeks naar Dufay’s Magnificat sexti toni, met zijn statige progressie van falsobordone-akkoorden (gerealiseerd in dalende orde van een kwart en een sext); door hun zachtheid en volheid van klank zijn ze zonder voorgaande. Hier worden Radomia’s melodische gaven nog het best gereveleerd; hij toont er zijn lyrische vermogen. Het werk is nauwgezet opgebouwd, als een symmetrisch concept met herhaalde en verstrengelde gedeelten. Het Magnificat is geworteld in de Gregoriaanse zang, die eeuwen aan een stuk de bron bleven waaraan de Europese polyfonie zich heeft gelaafd. Het is ook verankerd in de culturele werkelijkheid van die tijd, gedomineerd door de zachte, lyrische stijl die bekendstaat als de internationale gotiek.